# Politica socială
Politica socială definește ansamblul de politici publice ce urmăresc realizarea protecției sociale și a bunăstării. 
Ca disciplină academică, politica socială este o arie multidisciplinară, ce folosește concepte și metode din economie, știința politică, sociologie, asistență socială, psihologie, management, filosofie și drept.
Politica socială studiază fenomene ce transcend acțiunile și politicile guvernamentale: dincolo de serviciile sociale politica socială studiază o gamă largă de fenomene din sistemul social și subsistemul economic legate de bunăstarea la nivel individual, familial sau la nivelul colectivității. 
Astfel, ariile de interes în studiul politicii sociale cuprind:
1. practici administrative și politici în domeniul serviciilor sociale, incluzând servicii medicale, asigurări sociale, educație, angajare și formare profesională, servicii comunitare, locuire;
2. probleme sociale, incluzând criminalitate, handicap, șomaj, sănătate mintală, bătrânețe;
3. discriminare și dezavantaje: rasă, etnie, gen, sărăcie și inegalitate economică.

## Forme de implementare a politicii sociale
Formele de implementare a politicii sociale sunt diferite. Una dintre principalele astfel de forme este furnizarea de servicii sociale. Obiectul de a beneficia de servicii sociale poate fi ca grupuri sociale separate (de obicei - având anumite probleme sociale), în privința cărora se administrează administrația socială, și întreaga populație în ansamblu.
De exemplu, sistemul de protecție socială a șomerilor este o parte integrantă a politicii publice. Acesta include două sisteme: asigurarea de șomaj, bazată pe experiența în muncă și asigurări, luând în considerare nivelul salariilor și securitatea socială pentru a menține nivelul de trai furnizat după testarea nevoii. Cele mai des întâlnite în țările dezvoltate ale programului de ajutor de stat pentru șomeri sunt asigurările pentru șomaj.

## Politica socială a Uniunii Europene
Politica socială a comunității  europene a debutat odată cu tratatul de constituire a acesteia, în 1957. Astfel, Tratatul de la Roma pune bazele politicii sociale prin articolele sale referitoare la libera circulație a muncitorilor și la libertatea de stabilire a acestora, în contextul creării pieței comune. Tot prin acest tratat a fost prevăzută și crearea Fondul Social European, instrumentul de finanțare a politicii sociale și cel mai vechi dintre fondurile structurale.
Pasul următor a fost constituit de adoptarea  Actului Unic European (TheSingle European Act), în 1986, ce conține directive privind sănătatea și siguranța la locul de muncă, introduce dialogul social și conceptul de coeziune economică și socială (materializat prin crearea Fondului de coeziune economică și socială).
Anul 1989 constituie un moment important al construcției sociale europene prin adoptarea primului document programatic al politicii sociale – Carta Socială, ce stabilește drepturile sociale fundamentale și, odată cu acestea, direcțiile de acțiune ale politicii sociale.
Un an mai târziu, în 1990, Tratatul de la Maastricht, ratificat în 1992, stabilește ca unul din obiectivele Uniunii atingerea unui „nivel ridicat de ocupare a forței de muncă și al protecției sociale, egalitatea între femei și bărbați [...] creșterea standardelor de viață și a calității vieții...”.
În 1991 a fost adoptat Protocolul Social (Social Policy Protocol), ce a fost anexat Tratatului de la Maastricht și care stabilește obiectivele politicii sociale (prefigurate de Carta Socială): promovarea ocupării forței de muncă, îmbunătățirea condițiilor de viață și de muncă, combaterea excluziunii sociale, dezvoltarea resurselor umane, etc. (semnat de 11 SM, nu și de Marea Britanie)
Cartea Verde (Green Paper), lansată în 1993, deschide procesul de discuție asupra viitorului politicilor sociale la nivel comunitar și este urmată, în 1994, de Cartea Albă (White Paper) – ce stabilește prioritățile politicii sociale până în anul 2000. Acestea sunt concretizate în programele de acțiune socială pentru perioadele 1995-1997 și 1998 -2000.
În 1997, prin Tratatul de la Amsterdam (ratificat în 1999) este abrogat Protocolul Social, este lansat Acordul Social (Social Policy Agreement) și este integrat un nou articol în Tratatul UE, un articol privind ocuparea forței de muncă și cunoscut ca Titlul VIII. 1998 este anul în care Marea Britanie semnează Acordul Social și participă astfel la politica socială comunitară. 
Anul 2000 constituie un moment major în evoluția politicii sociale prin elaborarea Strategiei de la Lisabona (Lisbon Strategy), prin care este stabilit obiectivul pe zece ani al Uniunii Europene, reprezentat de transformarea economiei comunitare în cea mai competitivă economie bazată pe cunoaștere. Tot în acest an a fost adoptată și Agenda Politicii Sociale, ce preia acele obiective specifice și elemente ale strategiei ce țin de politica socială și le convertește într-un program de acțiune pe 5 ani, care constituie cadrul politicii sociale actuale. 
În 2003 a avut loc evaluarea intermediară a Agendei Sociale, ce are ca rezultat ajustarea priorităților Agendei în funcție de progresul înregistrat până în acest moment și de schimbările politice, economice și sociale întregistrate la nivel comunitar.

## Politica socială în România
Ministerul cu cele mai multe atribuții în domeniul politicii sociale este Ministerul Muncii, Familiei și Protecției Sociale. Activitatea Ministerului Sănătății, a Ministerului Educației, Cercetării și Inovării și a Ministerului Dezvoltării Regionale și Locuinței are de asemenea un impact direct asupra politicii sociale, în special în privința accesului echitabil la servicii publice.
O serie de alte instituții au atribuții în domeniul politicii sociale:

#### Instituții în subordinea Guvernului
1. [ http://www.anr.gov.ro/ Arhivat în 27 august 2021, la Wayback Machine. Agenția Națională pentru Romi ]
2. [ http://www.publicinfo.ro/ Agenția pentru Strategii Guvernamentale ]
3. [ http://www.cncd.org.ro Consiliul Național pentru Combaterea Discriminării]
4. [ http://www.adoptiiromania.ro/%5Bnefuncțională%5D Oficiul Român pentru Adopții]

#### Instituții în subordinea, sub autoritatea sau in coordonarea Ministerului Muncii, Familiei și Protecției Sociale
1. [ http://www.anph.ro/ Autoritatea Națională pentru Persoanele cu Handicap ]
2. [ http://www.copii.ro/ Arhivat în 14 iunie 2011, la Wayback Machine. Autoritatea Națională pentru Protecția Drepturilor Copilului ]
3. [ http://www.anpf.ro/ Agenția Națională pentru Protecția Familiei ]
4. [ http://www.anes.ro/ Arhivat în 14 noiembrie 2006, la Wayback Machine. Agenția Națională pentru Egalitatea de Șanse între Femei și Bărbați ]
5. [ http://www.inspectiasociala.ro/ Arhivat în 28 iulie 2022, la Wayback Machine. Inspecția Socială]
6. [ http://www.mmuncii.ro/90-view.html Direcții de muncă și incluziune socială județene și a municipiului București ]
7. [ http://www.inspectmun.ro/ Inspecția Muncii ]
8. Casa Națională de Pensii și alte Drepturi de Asigurări Sociale
9. [ http://www.cnpas.org/ Agenția Națională pentru Ocuparea Forței de Muncă ]
10. [ http://www.incsmps.ro/ Institutul Național de Cercetare Științifică în Domeniul Muncii și Protecției Sociale - I.N.C.S.M.P.S. București ]

#### Alte instituții și organizații
1. [ http://www.iccv.ro/ Institutul de Cercetare a Calității Vieții]

#### Literatura de specialitate în limba română
- Barry, Norman. Bunăstarea. Bucuresti: Du Style, 1998.
- Bocancea, Cristian; Neamțu, George. Elemente de asistență socială.Iasi: Polirom, 1999.

Bodogai, Simona, "Protectia sociala a persoanelor varstnice", Oradea, Ed. Universitatii din Oradea, 2009
- Cace, Sorin. Evoluții și tendințe în teoria și practica statului bunăstării, București: A.S.E, 2004.
- Cristescu, Gabriel, Politici sociale. Petroșani: Focus, 2002.
- Dan, Maria. Probleme și politici sociale. Cluj: Napoca Star, 2002.
- Demier, Francis. Istoria politicilor sociale: Europa, sec. XIX-XX. Iasi: Institutul European, 1998.
- Iovitu, Mariana. Bazele politicii sociale. Bucuresti: Eficient, 1997.
- Iovitu, Mariana. Teoria și practica bunăstării. București: Teora, 2000.
- Marginean, Ioan; Ioan-Franc, Valeriu: Politica socială: studii 1990-2004. București:Expert, 2004.
- Mihuț, Liliana; Lauritzen, Bruno. Modele de politici sociale= Models of social policy. București: EDP, 1999.
- Molnar, Maria. Sărăcia și protecția socială. București: România de Mâine, 1999.
- Neacșu, Ileana Raluca. Politici economice și sociale pentru categoriile defavorizate din mediul rural. Bucuresti: A.S.E, 2006.
- Pascal, Ileana; Deaconu, Ștefan. Politici sociale și ocuparea forței de muncă, București. București: Centrul de Resurse Juridice: 2002.
- Petrescu, Ion; Ioan-Franc, Valeriu. Management social. București: Expert, 2004.
- Poede, George: Politici sociale: Abordare politologică, Iași: TipoMoldova, 2002.
- Poenaru, Maria: Politica socială și indicatori sociali. București: All, 1998.
- Pop, Luana, coord. Dicționar de politici sociale. București: Expert, 2002.
- Preda, Marian: Politica socială românească între sărăcie și globalizare. Iași: Polirom, 2002.
- Sandu, Dumitru. Spațiul social al tranziției. Iași: Polirom, 1999.
- Teșliuc, Cornelia Mihaela; Pop, Lucian. Sărăcia și sistemul de protecție socială. Iași: Polirom, 2001.
- Vîrjan, Daniela: Economie și politici sociale. București: ASE, 2005.
- Zamfir, Catalin, coord; Stoica, Laura, coord. O nouă provocare: dezvoltarea socială. Iași: Polirom, 2006.
- Zamfir, Catalin. Politici sociale în România. București: Expert, 1999.
- Zamfir, Elena; Zamfir, Catalin. Politici sociale: România în context european, București: Alternative, 1995.